# Підгайний Богдан Володимирович
Богдан Володимирович Підгайний (псевдо «Аскольд», «Бик», «Доктор», * 2 січня 1906, с. Полонична, Кам'янка-Бузький район, Львівська область — † 1 вересня 1980, м. Торонто, Канада) — діяч УВО, ОУН.

## Життєпис
Богдан Підгайний народився в селі Полонична, Кам'янко-Бузького району, Львівської області. В юнацькі роки був активним членом Пласту, 1 куреня ім. П. Сагайдачного. У 1925 закінчив Академічну гімназію у Львові.
У 1932 завершив навчання у політехнічному інституті в Данціґу.
Член УВО з 1923. Організатор і виконавець, разом із Романом Шухевичем, вдалого замаху на шкільного куратора Галичини Станіслава Собінського 19 жовтня 1926.
Бойовий референт КЕ ОУН протягом липня 1933 — червня 1934.
Засуджений на Варшавському процесі (18.11.1935 — 13.01.1936) до довічного ув'язнення, а на Львівському процесі (25.05.1936 — 27.06.1936) до 15-ти років ув'язнення. Вийшов на волю у вересні 1939.
За доручення ОУН вступив в дивізію «Галичина», де був командантом сотні, поручником.
Після війни, в кінці 40-х — на початку 50-х, був керівником референтури зв'язків ЗЧ ОУН. Член ОУН(з) від 1954 року, член Політради ОУН(з). З 1956 року проживав у Канаді.
Помер 1 вересня 1980 в Торонто (Канада).